# 雄獅鉛筆
雄獅鉛筆廠股份有限公司（Lion Pencil Co., Ltd.），簡稱雄獅鉛筆、雄獅文具或雄獅，創立於1956年，是臺灣國內的一家文具公司，總部設於新北市板橋區，主要生產各種書寫與美術用品，也長期創辦各種兒童繪畫比賽（雄獅盃徵畫比賽，每年分四季），約2008年以「奶油獅」為吉祥物並推出了許多系列產品。

## 簡史
- 1934年：李阿目創立前身雄獅鉛筆的前身「平野商行」，經營紙業。
- 1949年：平野商行改為「永瑞行」，經營文具批發。
- 1956年：成立「雄獅鉛筆廠股份有限公司」，以自有品牌「雄獅」（Simbalion）進行文具製造及銷售。
- 1971年：創辦《雄獅美術》雜誌，推廣美術教育。
- 1983年：李阿目之子李翼文先生繼任董事長、張晉嘉先生出任總經理。[1][2]
- 1985年：開始製造注塑成品。
- 1986年：增設電腦室、實驗室、設計部。
- 1988年：推出『黑白派』，是業界第一代的美術用品組合。
- 1997年：通過ISO 9002品保認證、新企業識別標誌發表會。
- 1999年-2000年：《天下雜誌》製造業排名第1064，營業額新台幣820,000,000元。
- 2000年：位於中國大陸的昆山工廠4月20日正式開幕，佔地約 26,000 平方公尺。
- 2000年：通過「ISO 9001」
- 2003年：獨家贊助2003年-2005年國家文化藝術基金會藝教於樂計畫。
- 2006年：創造吉祥物「奶油獅」
- 2011年：雄獅 NO.600 奇異筆取得「碳足跡認證」
- 2012年：設立昆山二廠
- 2018年：在桃園龍潭中原路二段設立龍潭觀光工廠。

## 產品種類

### 書寫用具
- 原子筆
- 簽字筆
- 螢光筆
- 鉛筆、自動鉛筆
- 消去筆
- 油漆筆
- 光碟筆
- 白板筆
- 代用針筆
- 奇異筆
- 麥克筆

### 畫材用品
- 彩色筆
- 水彩
- 壓克力水彩
- 蠟筆
- 粉蠟筆
- 色鉛筆
- 廣告顏料
- 粉彩

## 外部連結
- 雄獅鉛筆廠股份有限公司 （页面存档备份，存于）（简体中文）（繁體中文）（英文）
- 雄獅文具 想像力製造所的Facebook專頁